# Campylocentrus brevicornis
Campylocentrus brevicornis är en insektsart som beskrevs av Fowler 1896. Campylocentrus brevicornis ingår i släktet Campylocentrus och familjen hornstritar. Inga underarter finns listade i Catalogue of Life.